# Jerzy Bayer
Jerzy Wojciech Bayer (ur. 8 stycznia 1952 w Warszawie) – polski orientalista, poliglota, dyplomata, od 2009 do 2013 ambasador RP w Tajlandii, Laosie, Kambodży i Birmie.

## Życiorys
W 1974 ukończył z wyróżnieniem Instytut Orientalistyczny Uniwersytetu Warszawskiego, uzyskując tytuł magistra filologii orientalnej – sinologii. W 2005 uzyskał stopień doktora w zakresie nauk o polityce w Instytucie Studiów Politycznych Polskiej Akademii Nauk na podstawie pracy Ewolucja polityki ChRL wobec Półwyspu Koreańskiego w latach 1988–2004 (promotor: Waldemar Jan Dziak). Do 2009 prowadził działalność naukową, jako adiunkt w Zakładzie Sinologii Instytutu Orientalistycznego Uniwersytetu Warszawskiego. W 2017 habilitował się tamże, przedstawiając monografię Tybet. Szkice z dziejów chińsko-tybetańskich.
W 1975 rozpoczął międzynarodową działalność w misjach pokojowych w Egipcie i Syrii, jako tłumacz, logistyk i saper. Pracował także jako dziennikarz w redakcji zagranicznej Polskiej Agencji Prasowej, w tym jako korespondent w Pekinie. W latach 1992–1995 pracował w misjach pokojowych ONZ, między innymi w Kambodży. Był zatrudniony także jako adiunkt w Zakładzie Sinologii UW.
W 1995 rozpoczął pracę w MSZ w Departamencie Afryki, Azji, Australii i Oceanii na stanowisku radcy ministra oraz naczelnika wydziału. W 1997 wyjechał do Pekinu jako kierownik Wydziału Konsularnego Ambasady RP w randze radcy. W 1999 Minister Spraw Zagranicznych mianował go na stanowisko konsula generalnego RP w Szanghaju, które sprawował przez 4 lata. Po powrocie z placówki objął stanowisko radcy w grupie zadaniowej ds. Iraku. W strukturach ministerialnych w 2006 awansował na stanowisko I radcy, a w 2008 na stopień radcy-ministra.
W 2008 mianowany przez prezydenta RP Lecha Kaczyńskiego ambasadorem RP w Tajlandii, Laosie, Kambodży i Birmie z siedzibą w Bangkoku. Funkcję pełnił od 2009 do 2013.
Jerzy Bayer deklaruje znajomość 12 języków obcych, w tym języka tajskiego.